# ثریا دلیل
ثريا دليل (مواليد 1970) هي طبيبة وسياسية أفغانية شغلت منصب وزيرة الصحة العامة من 2010 إلى 2014، وكانت المندوبة الدائمة للبلاد لدى الأمم المتحدة منذ نوفمبر 2015.

## بداية حياتها وتعليمها
ولدت دليل في كابول في فبراير 1970. كان والدها مدرسًا وشجعها على التعليم على الرغم من أنه كان غير معتاد في ذلك الوقت. التحقت بمدرسة زارغونا الثانوية وتخرجت من جامعة كابول الطبية في عام 1991. انتقلت عائلتها بعد ذلك إلى مزار الشريف بعد إصابة والدها أثناء الحرب الأهلية.
في عام 2004، حصلت دليل على منحة رئاسية للالتحاق بكلية هارفارد للصحة العامة وتخرجت بدرجة الماجستير في الصحة العامة في عام 2005.

## حياتها المهنية
عملت دليل مع منظمة أطباء بلا حدود في تقديم الرعاية الصحية للاجئين الطاجيك في شمال أفغانستان في عامي 1992 و 1993. ثم عملت مع المنظمة الدولية للهجرة لتقديم المساعدة الطبية للاجئين الأفغان العائدين من باكستان وإيران.
بدأت دليل العمل مع اليونيسف في أفغانستان في عام 1994، حيث أشرفت على مشروع واسع النطاق للتحصين ضد الحصبة وشلل الأطفال. عندما وصلت طالبان إلى مزار الشريف في عام 1998، هربت مع عائلتها سيرًا على الأقدام إلى باكستان، حيث استأنفت العمل في مكتب اليونيسف في أفغانستان الذي تم نقله إلى هناك. بعد سقوط نظام طالبان، عادت إلى كابول عام 2002 مع أسرتها. عملت هناك حتى عام 2007، عندما عينتها اليونيسف مديرة لبرنامج الصحة والتغذية في الصومال، حيث عملت حتى ديسمبر 2009.
في كانون الثاني (يناير) 2010، تم تعيين دليل وزير الصحة العامة بالوكالة من قبل الرئيس حامد كرزاي، وتم تعيينها وزيرة في مارس 2012. بدأت استراتيجيات مختلفة لخفض معدلات وفيات الأطفال والأمهات.
في نوفمبر 2015، عين الرئيس أشرف غني دليل كممثل دائم لحكومة جمهورية أفغانستان الإسلامية لدى الأمم المتحدة في جنيف، كأول امرأة في هذا المنصب.
في نهاية عام 2017، تم تعيين دليل رئيسًا لاتفاقية حظر الألغام المضادة للأفراد (معاهدة أوتاوا)، التي تحظر استخدام وإنتاج ونقل وتخزين الألغام المضادة للأفراد. وتعد أفغانستان من أكثر الدول تضررًا من هذه الأسلحة. تنتهي رئاستها للاتفاقية في نهاية عام 2018.

## نشاطات أخرى
منظمة أبطال المساواة بين الجنسين (IGC)، مشاركة كعضو فيها 

## الجوائز والتكريم
في عام 2012، حصلت دليل على جائزة من الاتحاد العالمي للتحصين عن إنجازاتها في تنفيذ التطعيم على مستوى الدولة. في عام 2014، قبلت جائزة ريسولف الخاصة من مجلس القادة العالمي للصحة الإنجابية اعترافًا بجهود أفغانستان لإعطاء الأولوية لصحة الإنجاب وصحة الأم والطفل.

## منشورات مختارة
- دليل، ثريا (2000). «التقييم النفسي والاجتماعي للأطفال المعرضين للعنف المرتبط بالحرب في كابول». العنف والصحة: وقائع الندوة العالمية لمنظمة الصحة العالمية.
- دليل ثريا. اليونيسف (2002). تقييم الخدمات والاحتياجات من الموارد البشرية لتطوير مبادرة الأمومة الآمنة في أفغانستان. المكتبات الرقمية الأفغانية.
- بارتليت «حيث الولادة هي توقع للوفاة: وفيات الأمهات في أربع مقاطعات في أفغانستان، 1999-2002».
- دليل ثريا. وآخرون. (2014). «فعالية المساعدة في إعادة بناء النظام الصحي الأفغاني: انعكاس». الصحة العامة العالمية.
- دليل، ثريا (2015). «الأمن لمنزلنا المشترك». في خوليو فرينك؛ ستيفن هوفمان، محرران. لإنقاذ البشرية: ما هو الأكثر أهمية لمستقبل صحي. مطبعة جامعة أكسفورد.

## حياتها الشخصية
لغتها الأم هي الأوزبكية، وهي تتحدث الداري والباشتو والإنجليزية. زوجها طبيب أيضًا ولديهما ثلاثة أطفال.